# 動畫新聞網
動畫新聞網（英語：Anime News Network，缩写ANN）是報導動漫資訊、J-pop、其他北美和日本御宅族文化動態的美國新聞網站。有時它也會報導世界其他地方的類似新聞動態。它提供評論和其他社論内容，讓讀者討論當前事件的論壇，以及一個包含大量動畫和漫畫資訊，主題曲，故事内容摘要和讀者評分的百科全書。
ANN成立於1998年7月，它宣稱是互聯網上英文動漫資訊的帶頭網站。動畫雜誌《Protoculture Addicts》由ANN營運。該網站针對美國和澳大利亞的用戶需求開設不同的版本。

## 歷史
動畫新聞網在1998年7月由賈斯汀·賽瓦基斯（Justin Sevakis）創立。2000年5月，目前的主編克里斯托弗·麥克唐納（Christopher Macdonald）加入編輯工作組，代替了前任主編艾薩克·亞歷山大（Isaac Alexander）。2004年秋，ANN 編輯人員正式参與動畫雜誌《Protoculture Addicts》的編輯工作。從2005年1月起，Protoculture Addicts開始在ANN的控制下發表文章。
2004年9月7日，美國科幻頻道在線通訊把ANN評為每週網站。2007年1月，ANN發起獨立的澳大利亞版本。2008年2月，ANN在Active Anime網站的2007年25個最好的動畫網站名單中名列第二位。

## 特點
ANN發表經過其編輯人員研究過的動畫和漫畫相關的資訊。其他的貢獻者在ANN編輯人員的認可之下也撰寫新聞。在網頁的百科全書“encyclopedia”部份設有動畫，漫畫和動漫關連企業的列表。ANN開設了一些定期專欄，其中包括一個問答專欄“Hey Answerman”，一個叫“Shelf Life”的評論專欄和一個對比動畫原始和更改後版本的列表“The Edit List”。ANN編輯人員還在網站上發表他們自己的網誌。 
除此之外，ANN還在每篇新聞下方設有論壇，供用戶對新聞進行討論。ANN在WorldIRC網络上設有IRC頻道#animenewsnetwork。
近期亦發展網路電視模式，例如同週播出《我的妹妹哪有這麼可愛！》、《咎狗之血》。

## 外部連結
- 官方网站 （英文）